# Boston og kikkerten
Boston og kikkerten er en dansk stum komediefilm fra 1912 produceret af Brd. Rabe, Randers. Filmens instruktør er ukendt.

## Handling
En ung mand får tilfældigt fat i en lang kikkert, som han hurtigt finder stor nytte i. Først kommer han helt tæt på en kvindes slanke ankler, og senere overværer han – gennem et vindue – en ung pige gøre sig klar ved sit toiletbord. Der går dog ikke længe, før politiet er efter ham.